# Suflerois, czyli wojna piór uczonych. Poema rycersko-żartobliwe w pięciu pieśniach
Suflerois, czyli wojna piór uczonych. Poema rycersko-żartobliwe w pięciu pieśniach – poemat heroikomiczny Józefa Franciszka Królikowskiego, wydany po raz pierwszy w „Pamiętniku Warszawskim” w 1817 roku.
Utwór jest humorystycznym przetworzeniem dyskusji literackiej toczonej w 1810 roku. Pretekstem do napisania poematu był list niejakiego Hiacynta Suflerowicza do Gazety Korespondenta, wytykający błędy w tragedii Juliana Ursyna Niemcewicza Władysław pod Warną. Utwór, podobnie jak poematy heroikomiczne Ignacego Krasickiego, Myszeida, Monachomachia i Antymonachomachia, został napisany oktawą, czyli strofą ośmiowersową pochodzenia włoskiego, rymowaną abababcc. 
Wojnę zaciętszą śpiewam, niż Spartanie

Z Messeńczykami wiedli w dawne wieki;

Sroższą nad bitwę, co dzielni Trojanie

Śmiało staczali z potężnymi Greki;

Sławniejszą nad tę, dla których Rzymianie

W dziejach głośnymi będą w czas daleki,

Bo wojnę śpiewam, co Suflerowicza

Dzieła uczono-rycerskie wylicza.